# Зюдердорф
Зюдердорф (нем. Süderdorf) — община в Германии, в земле Шлезвиг-Гольштейн. 
Входит в состав района Дитмаршен. Подчиняется управлению КЛьГ Теллингштедт.  Население составляет 373 человека (на 31 декабря 2010 года). Занимает площадь 16,21 км².
Коммуна подразделяется на 4 сельских округа.